# Audioslave
Gli Audioslave sono stati un supergruppo alternative metal statunitense, formato a Los Angeles nel 2001 per volontà di Chris Cornell (voce), membro dei Soundgarden, con Tim Commerford (basso), Brad Wilk (batteria) e Tom Morello (chitarra) dei Rage Against the Machine.

## Storia del gruppo

### Primi anni (2001–2002)
La formazione del gruppo deriva per un quarto dai Soundgarden (Cornell) e per i restanti tre quarti dai Rage Against the Machine (Morello, Commerford, Wilk). Proprio a causa di queste caratteristiche, alla formazione è stato spesso attribuito il termine di supergruppo.
Dopo l'abbandono dei Rage Against the Machine da parte di Zack de la Rocha nell'ottobre del 2000, il futuro della band venne messo in discussione. Per mesi si ipotizzò che il sostituto di de la Rocha sarebbe stato Chris Cornell e così avvenne nel maggio del 2001. I quattro dedicarono i mesi successivi alla stesura di nuovi pezzi, e il legame che si stava creando sembrava forte. Nell'estate del 2002, inaspettatamente, Cornell lascia il gruppo, prima ancora che esso abbia potuto pubblicare il primo album. Le motivazioni addotte dal cantante furono che le cose non si stavano muovendo nella direzione che lui si aspettava. Ma il dissidio non durò molto, perché nell'autunno dello stesso anno egli si ricongiunse al gruppo. Si aprì quindi una breve discussione sul nome da dare alla band: il più accreditato sembrava dovesse essere Civilian, ma i quattro alla fine optarono per il nome Audioslave.

### Audioslave(2002–2004)
Nel settembre del 2002 uscì il primo singolo della band, Cochise, che deve il suo titolo al grande capo degli indiani Chiricahua. Il 19 novembre uscì attraverso la Epic Records il primo album in studio, dal titolo omonimo e divenuto disco di platino, soprattutto grazie ai pezzi Cochise e Like a Stone. L'album venne supportato da un seguente tour, che incluse anche alcune date del famoso Lollapalooza, tour itinerante per gli Stati Uniti, che riunisce alcune tra le band più importanti del panorama musicale mondiale.
La band ottiene critiche contrastanti per quanto riguarda il loro primo lavoro da studio. Critiche che si vanno via via affievolendo, grazie soprattutto alla loro spettacolare attività dal vivo.

### Out of ExileeRevelations(2005–2006)
Il 18 maggio 2005 venne pubblicato il secondo album in studio, intitolato Out of Exile. Il disco entrò direttamente alla prima posizione della classifica statunitense degli album e da esso vennero estratti i singoli Be Yourself e Doesn't Remind Me, trasmessi a lungo dalle emittenti radiofoniche.
Nel mese di maggio del 2005 gli Audioslave sono entrati nella storia come il primo gruppo rock statunitense ad aver tenuto un concerto a L'Avana, capitale di Cuba. L'evento, della durata di circa due ore e mezza, si è tenuto gratuitamente il 6 maggio 2005 in piazza La Tribuna Antimperialista davanti ad oltre 70.000 spettatori. La scaletta del concerto ha incluso anche brani di Soundgarden e Rage Against the Machine. Da questa esibizione è stato tratto il DVD Live in Cuba, pubblicato l'11 ottobre 2005.
Nel settembre 2006 hanno pubblicato il loro terzo album, Revelations. Il disco è stato anticipato a luglio dal singolo Original Fire, il cui testo presenta una maggiore impronta politica rispetto ai brani composti in precedenza, essendo stato composto dopo gli avvenimenti dell'uragano Katrina. Nello stesso anno, il gruppo è stato nominato ai Grammy Award, nella categoria Best Hard Rock Performance per Doesn't Remind Me.

### Uscita di Chris Cornell e scioglimento del gruppo

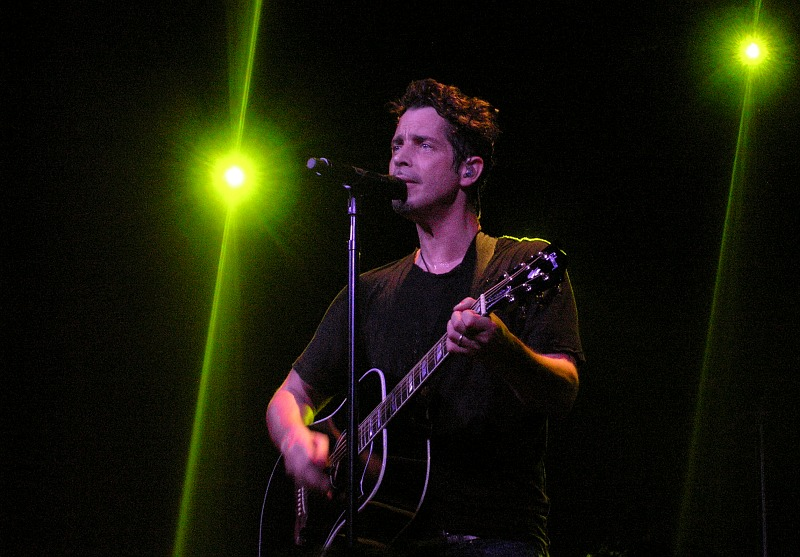
Chris Cornell in concerto ad Amsterdam nel 2007

Il 15 febbraio 2007 Chris Cornell ha annunciato la sua uscita dal gruppo:

### Dopo lo scioglimento (2007–2017)
Sciolti gli Audioslave, i tre membri restanti si sono riesibiti con Zack de la Rocha il 29 aprile 2007 al Coachella Valley Music and Arts Festival in California. Chris Cornell, dopo aver continuato la sua carriera solista pubblicando gli album Carry On (2007) e Scream (2009), ha annunciato attraverso il social network Twitter la riunione dei Soundgarden dopo dodici anni di pausa.
Il 26 settembre 2014, Chris Cornell e Tom Morello si sono esibiti in un concerto acustico a Seattle per un evento di beneficenza organizzato da 15 Now. Il duo ha suonato alcuni brani degli Audioslave: I Am the Highway, Doesn't Remind Me, Your Time Has Come e Cochise, oltre a The Ghost of Tom Joad di Bruce Springsteen e This Land Is Your Land di Woody Guthrie.
Il 18 maggio 2016 Morello, Commerford e Wilk hanno fondato il supergruppo Prophets of Rage insieme a Chuck D dei Public Enemy e B-Real dei Cypress Hill, pubblicando l'EP The Party's Over nel corso dell'anno. Esattamente un anno più tardi, Cornell è stato trovato morto suicida nel bagno della stanza d'albergo in cui alloggiava a Detroit.

## Stile musicale e influenze
Combinando riff tipici dell'hard rock anni settanta con il rock alternativo, gli Audioslave hanno saputo creare un sound distinto. Questo mix è stato guidato dalla notevole estensione vocale di Cornell, dagli assoli innovativi di Morello e dalle sezioni ritmiche di Wilk e di Commerford. Morello, nonostante abbia affermato di "non sentirsi mai limitato musicalmente" nei Rage Against the Machine, ha detto di avere "molto più spazio da esplorare con gli Audioslave" e un "ampio territorio musicale". Ad esempio, i musicisti hanno avuto l'opportunità di comporre per gli Audioslave musica lenta e melodica, qualcosa che non fecero mai negli anni passati nei Rage Against the Machine.
A differenza dei testi di de la Rocha, quelli di Cornell sono in gran parte apolitici; Morello fa riferimento ad essi come "poesia stregata ed esistenziale". Essi sono caratterizzati dal suo approccio criptico e spesso sono incentrati su temi quali l'esistenzialismo, l'amore, la confusione nel mondo, l'ansia e l'edonismo, oltre ad altri temi come la spiritualità e il cristianesimo. I primi due album in studio degli Audioslave presentano influenze di gruppi hard rock degli anni settanta, come Led Zeppelin e Black Sabbath, e dei gruppi in cui i membri militavano in precedenza (il sound dei Soundgarden e quello dei Rage Against the Machine). Per l'album Revelations, più influenzato dal funk anni sessanta e settanta, dal soul e dalla R&B, Morello ha fatto utilizzo di chitarre e amplificatori vintage, mente Cornell ha adattato la sua voce «al sapore funk e R&B». Il chitarrista ha citato inoltre Sly & the Family Stone, James Brown e Funkadelic come un'influenza per i toni funk che l'album ha assunto.
Come fecero i Rage Against the Machine, anche gli Audioslave inclusero nei booklet delle loro pubblicazioni la citazione "Tutti i suoni sono stati realizzati con chitarra, basso, batteria e voce", in quanto il lavoro di Morello alla chitarra potrebbe portare l'ascoltatore a credere che il gruppo impiegasse suoni campionati e sintetizzati per creare effetti particolari.

### Composizione e processo di registrazione
Tutti i testi degli Audioslave sono stati scritti da Cornell, mentre la musica viene accreditata a tutti e quattro i componenti. Il loro processo di scrittura è stato descritto da Wilk come «molto collaborativo» e «soddisfacente» rispetto a quello dei Rage Against the Machine, ritenuto «una battaglia creativa». Anche Cornell ha avvertito la stessa cosa, spiegando di aver visto il metodo di scrittura dei Soundgarden inferiore a quello degli Audioslave. Rick Rubin, produttore dei primi due album del gruppo, è stato elogiato come «un grande partner collaborativo» ed è stato paragonato da Morello come «il quinto Beatle». Il tempo speso dal gruppo per la composizione dei testi era sempre breve; per il primo album composero 21 canzoni in 19 giorni e superarono quel tasso per il secondo album, avendo quindi una o a volte due canzoni composte al giorno. Questo metodo è stato impiegato anche per il terzo album.
La battaglia di Cornell contro l'alcolismo e l'assunzione di droghe fu un fattore ben definito per la scrittura e il processo di registrazione dell'album di debutto. Il cantante ammise di non essere "mai in grado di scrivere in modo efficace" mentre beveva, e ha avviato un programma di riabilitazione ultimate le registrazioni di Audioslave. Nonostante Morello avesse affermato che Revelations è stato «il primo album in cui [Cornell] non fumò, bevve o assunse droghe durante la registrazione», più tardi chiarì la sua affermazione spiegando che «Chris era sobrio durante la creazione di Out of Exile. E lo è stato anche durante la creazione di Revelations, ma prima di registrare [quest'ultimo album] era solito fumare».

## Formazione
- Chris Cornell – voce, chitarra occasionale
- Tom Morello – chitarra
- Tim Commerford – basso
- Brad Wilk – batteria

## Discografia

### Album in studio
- 2002 – Audioslave
- 2005 – Out of Exile
- 2006 – Revelations

### Singoli
- 2002 – Cochise
- 2003 – Like a Stone
- 2003 – Show Me How to Live
- 2005 – Be Yourself
- 2005 – Doesn't Remind Me
- 2006 – Original Fire
- 2006 – Revelations

## Videografia

### Album video
- 2003 – Audioslave
- 2005 – Live in Cuba

### Video musicali
- 2002 – Cochise
- 2003 – Like a Stone
- 2003 – Show Me How to Live
- 2005 – Be Yourself
- 2005 – Your Time Has Come
- 2005 – Doesn't Remind Me
- 2006 – Original Fire
- 2006 – Revelations
- 2006 – One and the Same
- 2007 – Until We Fall